# Borgo Ticino
Borgo Ticino é uma comuna italiana da região do Piemonte, província de Novara, com cerca de 3.854 habitantes. Estende-se por uma área de 13 km², tendo uma densidade populacional de 296 hab/km². Faz fronteira com Agrate Conturbia, Castelletto sopra Ticino, Comignago, Divignano, Varallo Pombia, Veruno.

## Demografia
| Variação demográfica do município entre 1861 e 2011                               |
|                                                                                   |
| Fonte: Istituto Nazionale di Statistica (ISTAT) - Elaboração gráfica da Wikipedia |